# Fédération d'Azerbaïdjan de football
La  Fédération d'Azerbaïdjan de football (Azərbaycan Futbol Federasiyaları Assosiasiyası (az) AFFA) est une association regroupant les clubs de football d'Azerbaïdjan et organisant les compétitions nationales et les matchs internationaux de la sélection d'Azerbaïdjan.
La fédération nationale d'Azerbaïdjan est fondée en 1992. Elle est affiliée à la FIFA depuis 1992 et est membre de l'UEFA depuis 1994.

## Identité visuelle

Ancien logo de la AFFA de [Quand ?] à 2010
Logo actuel

## Académie de football azérie
L'Académie de football azérie est une académie pour les jeunes footballeur azéris. C'est la Fédération d'Azerbaïdjan de football qui en est le propriétaire. Son but est de former de jeunes joueurs pour qu'ils deviennent professionnels. L'académie a officiellement été ouverte le 23 février 2009, et inaugurée par le vice-président de l'UEFA, le turc Şenes Erzik. Elle a aussi été visitée par l'ancien capitaine espagnol Fernando Hierro.

### Structure
L'académie est certainement le meilleur centre de formation du pays. Elle dispose de plusieurs terrains en herbe naturelle, disposé sur trois plateaux, un terrain synthétique éclairée et des salles de préparation physique très modernes. Il y a aussi des structures spéciales pour les gardiens de but.
Il y a aussi:
- une salle de gymnastique
- un terrain synthétique en intérieur
- une piscine hydrothérapique
- un spa
- un sauna
- des salles physiothérapiques
- une salle pour les médias

### Staff
- Coach -15 ans :  Irfan Saraoglu[2]